# Plectreurys palacioscardieli
Espèce
Plectreurys palacioscardieli est une espèce d'araignées aranéomorphes de la famille des Plectreuridae.

## Distribution
Cette espèce est endémique de Californie aux États-Unis,. Elle se rencontre dans le comté de Los Angeles dans le canyon San Gabriel.

## Description
La carapace du mâle holotype mesure 3,45 mm de long sur 2,30 mm.

## Systématique et taxinomie
Cette espèce a été décrite par Chamé-Vázquez et Jiménez en 2023.

## Étymologie
Cette espèce est nommée en l'honneur de Carlos Palacios Cardiel.

## Publication originale
- Chamé-Vázquez & Jiménez, 2023 : « A new spider of the Plectreurys castanea species group (Araneae: Plectreuridae) from California, USA. » Arachnology, vol. 19, no 5, p. 805-808.